# Croatie au Concours Eurovision de la chanson junior
La Croatie participe au Concours Eurovision de la chanson junior depuis 2003.

## Participation
La Croatie est l'un des pays fondateurs du concours et fait ses débuts à l'Eurovision junior dès sa première édition en 2003 à Copenhague (Danemark). Le pays est représenté par Dino Jelusic et sa chanson Ti si moja prva ljubav et remporte cette première édition avec  134 points,, ce qui sera son meilleur score au concours.
L'année suivante, la Croatie ayant décliné l'offre d'accueillir le concours, il se tient à Lillehammer (Norvège). Le pays est représenté par Nika Turković et sa chanson Hej mali et se classe 3e avec 126 points,. En 2005 à Hasselt (Belgique), c'est la sœur de Dino Jesulic, Lorena, qui représente le pays avec sa chanson Rock Baby. Elle se classe à la 12e place avec 36 points,. En 2006 à Bucarest (Roumanie), c'est Mateo Dido qui représente le pays avec sa chanson Lea, et se classe à la 10e place avec 50 points,.
En 2007, en raison de ses résultats en déclin et pour des raisons financières, le diffuseur croate HRT annonce se retirer de la compétition,.
Lors de la douzième édition du concours qui a lieu à La Valette (Malte) en 2014, HRT annonce que la Croatie fait son retour dans la compétition après 7 ans d'absence. Le pays est représenté par Josie Zec et sa chanson Game over. Elle termine à la 16e et dernière place avec 16 points, le pire score de la Croatie au concours. Suite à cela, le pays se retire à nouveau de la compétition.
En 2025, après 10 ans d'absence, le pays fait à nouveau son retour, avec Marino Vrgoč comme représentant.

## Représentants
| Année                   | Artiste        | Chanson                | Langue          | Traduction du titre     | Place | Points |
| ----------------------- | -------------- | ---------------------- | --------------- | ----------------------- | ----- | ------ |
| 2003                    | Dino Jelusic   | Ti si moja prva ljubav | Croate          | Tu es mon premier amour | 01    | 134    |
| 2004                    | Nika Turkovic  | Hej mali               | Croate          | Eh, petit               | 03    | 126    |
| 2005                    | Lorena Jelusic | Rock Baby              | Croate          | Bébé Rock               | 12    | 36     |
| 2006                    | Mateo Dido     | Lea                    | Croate          | -                       | 10    | 50     |
| Retrait de 2007 à 2013. |                |                        |                 |                         |       |        |
| 2014                    | Josie Zec      | Game over              | Croate, anglais | Fin du jeu              | 16    | 13     |
| Retrait de 2015 à 2024. |                |                        |                 |                         |       |        |
| 2025                    | Marino Vrgoč   |                        |                 |                         |       |        |

- Première place
- Deuxième place
- Troisième place
- Dernière place

## Historique de vote
| Rank | Country     | Points |
| ---- | ----------- | ------ |
| 1    | Biélorussie | 30     |
| 2    | Espagne     | 28     |
| 3    | Grèce       | 22     |
| =    | Macédoine   | 22     |
| 4    | Belgique    | 19     |
| 5    | Danemark    | 16     |
| =    | Roumanie    | 16     |

| Rank | Country     | Points |
| ---- | ----------- | ------ |
| 1    | Macédoine   | 44     |
| 2    | Pays-Bas    | 26     |
| 3    | Norvège     | 25     |
| =    | Suède       | 25     |
| 4    | Biélorussie | 19     |
| =    | Roumanie    | 19     |
| 5    | Danemark    | 18     |